# Liste von Kunstwerken im öffentlichen Raum in Eisenach

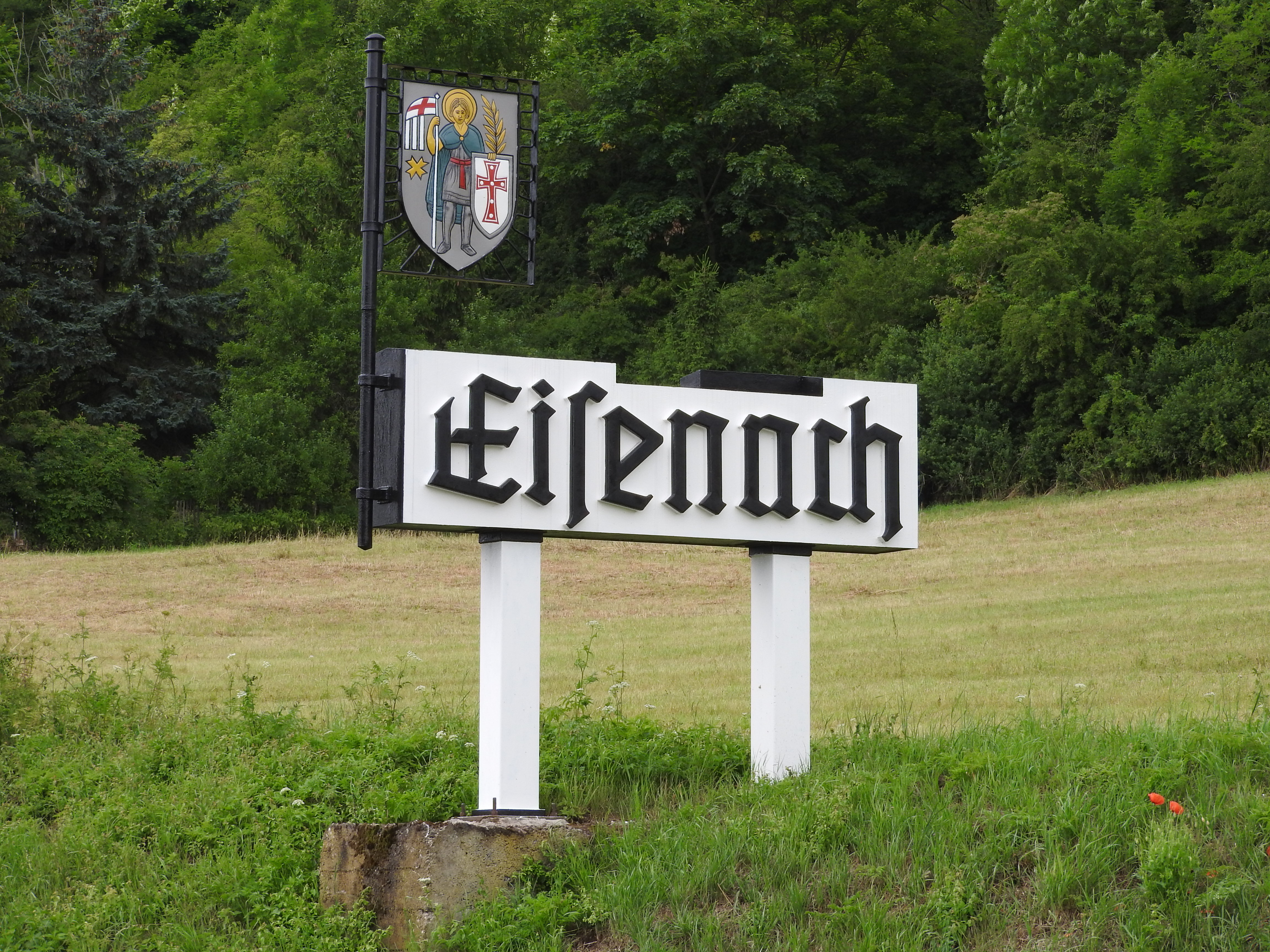
Schmiedekunst am Ortseingang von Eisenach

Die Liste von Kunstwerken im öffentlichen Raum in Eisenach gibt einen Überblick über Kunst im öffentlichen Raum in Eisenach, Thüringen. Sie umfasst bestehende und abgegangene Denkmale, Gedenksteine, Skulpturen und Brunnen. Nicht enthalten sind Grabmale und Denkmäler auf den Friedhöfen der Stadt sowie auf der Wartburg. Außerdem nicht enthalten sind Denkmale, die als Gebäude ausgeführt sind bzw. waren, wie das Burschenschaftsdenkmal und der abgegangene Bismarckturm.

## Liste
| Foto | Kunstwerk                                                             | Künstler                                                    | Standort                                                                  | Art                           | Material                | Entstehungsjahr       | Bemerkungen                                                                                           |
| ---- | --------------------------------------------------------------------- | ----------------------------------------------------------- | ------------------------------------------------------------------------- | ----------------------------- | ----------------------- | --------------------- | --- |
|      | Albatros oder Gedanken sind frei                                      | Pascale Feitner                                             | Auf dem Dach des Landestheaters                                           | Skulptur                      | Stahl                   | 2023                  | |
|      | Ernst-Abbe-Denkmal                                                    | Klaus-Dieter Locke                                          | Theaterplatz                                                              | Skulptur                      | Bronze                  | 2015                  | |
|      | Ärztedenkmal                                                          | Hugo Lederer                                                | Karlsplatz                                                                | Stele                         | Beton                   | 1926                  | |
|      | Bachdenkmal                                                           | Adolf von Donndorf                                          | Frauenplan                                                                | Statue                        | Eisen                   | 1889                  | |
|      | Ballspielende Kinder                                                  |                                                             | Wilhelm-Pieck-Str., vor der Turnhalle der Wartburgschule                  | Skulptur                      | Eisen                   | 1980er Jahre          | |
|      | Bismarck-Denkmal                                                      | Adolf von Donndorf                                          | Wartburgallee, Eingang zum Stadtpark                                      | Denkmal                       | Eisen                   | 1903                  | bis 1963 beseitigt                                                                                    |
|      | Bismarckstein                                                         |                                                             | Rennsteig nahe dem Vachaer Stein                                          | Gedenkstein                   |                         | 1890                  | 2006 wiederhergestellt                                                                                |
|      | Boyneburgk-Denkmal                                                    |                                                             | OT Hörschel, auf dem Hörschelberg                                         | Obelisk                       | Sandstein               | nach 1839             | 1945 zerstört; um 2010 wiederaufgebaut                                                                |
|      | Carl-Alexander-Denkmal                                                | Hermann Hosaeus                                             | Wartburgallee                                                             | Statue                        | Eisen                   | 1909                  | |
|      | Denkmal für die Gründer des Deutschen Ärztebundes                     | Karl Janssen                                                | Einmündung Mariental/Wartburgallee                                        | Obelisk                       | Sandstein               | 1897                  | 1953 beseitigt                                                                                        |
|      | Diakonisse                                                            |                                                             | Karlsplatz, vor dem Eingang des Diakonissenmutterhauses                   | Skulptur                      | Bronze                  | 1. Oktober 2024       | |
|      | Diana und Apoll                                                       |                                                             | Hof des Stadtschlosses                                                    | Skulpturen                    | Sandstein               |                       | 2007/2008 im Zuge einer umfassenden Restaurierung von der Esplanade an heutigen Standort transloziert |
|      | Elefantenrutsche                                                      | Johannes Peschel, Egmar Ponndorf, Vinzenz Wanitschke        | Wilhelm-Pieck-Straße, Spielplatz                                          | Skulptur                      | Beton                   | 1967                  | |
|      | Denkmal der Heiligen Elisabeth                                        |                                                             | Elisabethplan unterhalb der Wartburg                                      | Denkmal                       | Eisen                   | 1980er Jahre          | |
|      | Elisabeth-Denkmal                                                     | Heinrich Apel                                               | Sophienstraße, neben der St.-Elisabeth-Kirche                             | Skulptur                      | Bronze                  | 2013                  | |
|      | Elisabeth-Skulptur „Der Weg“                                          | Hardy Raub                                                  | neben der Predigerkirche                                                  | Skulptur                      | Beton, Glas, Sandstein  | 2021                  | |
|      | Elisabeth-Skulptur                                                    |                                                             | Nebestraße; vor dem Elisabethgymnasium                                    | Skulptur                      | Stahl                   | 2012                  | |
|      | Figurengruppe am Elisabethgymnasium                                   |                                                             | Nebestraße; Fassade des Elisabethgymnasium                                | Skulptur; Fassadenschmuck     | Beton                   | 1935                  | |
|      | Eselsbrunnen                                                          | Günther Laufer                                              | Goethegarten, nahe der Stadtmauer                                         | Brunnen                       | Stahl                   | 1986                  | ursprünglich im Garten des Rathauses; 1992 transloziert                                               |
|      | Eulenspiegelbrunnen                                                   | Adolf Brütt                                                 | Theaterplatz                                                              | Brunnen                       | Sandstein               | 1927                  | 1970 abgebaut                                                                                         |
|      | Freimaurer-Denkmal                                                    |                                                             | OT Stedtfeld, Unteres Schloss                                             | Obelisk                       | Sandstein               | 2002 (Rekonstruktion) | |
|      | Gedenkstätte für die Synagoge Eisenach                                |                                                             | Karl-Marx-Straße                                                          | Gedenkstein                   | Beton                   | 1947                  | |
|      | Gedenkstein für Ernst Abbe                                            | Wladimir Beljaew                                            | Wartburgallee, vor dem Ernst-Abbe-Gymnasium                               | Gedenkstein mit Platte        | Stein, Bronze           | 2004                  | |
|      | Gedenkstein für Großherzog Carl-Alexander von Sachsen-Weimar-Eisenach |                                                             | Frankfurter Straße                                                        | Stele                         | Sandstein               | 1898                  | |
|      | Gedenkstein für Hans Lucas Cranach                                    |                                                             | Wartburgallee                                                             | Gedenkstein                   | Sandstein               | nach 1929             | |
|      | Gedenkstein für Julius von Plänckner                                  |                                                             | OT Hörschel, am Rennsteig                                                 | Gedenkstein                   | Stein                   | nach 1990             | |
|      | Gedenkstein für August Rudloff                                        |                                                             | August-Rudloff-Straße                                                     | Gedenkstein                   | Granit                  | nach 1966             | |
|      | Gedenkstein der Sophie von Eichel                                     |                                                             | Landschaftspark Dürrerhof                                                 | Gedenkstein                   |                         |                       | |
|      | Gedenkstein für dem Faschismus zum Opfer gefallenen Sportler          | Hans Falk                                                   | vor dem Wartburg-Stadion                                                  | Stele                         | Stein                   | 1959                  | |
|      | Gedenkstein für Franz Stenzer                                         |                                                             | Willi-Enders-Straße                                                       | Stein mit Metallplatte        | Naturstein              | nach 1945             | Platte nach 1990 demontiert                                                                           |
|      | Gedenkstein an die Teilung Deutschlands                               |                                                             | OT Göringen, Lauchröder Straße                                            | Gedenkstein                   | Kalkstein, Bronzeplatte | nach 1990             | |
|      | Gedenkstein für die Zwangsarbeiter der BMW Flugmotorenfabrik Eisenach |                                                             | Dürrerhofer Allee                                                         | Stele                         | Granit                  | 2006                  | |
|      | Georgsbrunnen                                                         | Hans Leonhard                                               | Markt                                                                     | Brunnen mit Skulptur          | Sandstein, vergoldet    | 16. Jahrhundert       | |
|      | Denkmal zur Geschichte der deutschen Arbeiterbewegung                 | Anke und Siegfried Besser                                   | Wartburgallee, nahe der Gedenkstätte Goldener Löwe                        | Denkmal                       | Sandstein               | 1983                  | |
|      | Die Handballer                                                        |                                                             | vor der Werner-Aßmann-Halle, Spielstätte des ThSV Eisenach                | Skulptur                      | Eisen                   | 1980er Jahre          | |
|      | Henner und Frieder                                                    |                                                             | Markt, Haus Rodensteiner                                                  | Fassadenschmuck               | Kupferblech             |                       | |
|      | Skulpturen vor dem KUNSTpavillon                                      |                                                             | Wartburgallee 47                                                          | Skulpturen                    | Stahl                   | nach 1990             | |
|      | Löwenbrunnen                                                          |                                                             | OT Neuenhof, am Schloss Neuenhof                                          | Brunnen                       | Sandstein               | 1844                  | Im Herbst 2020 grundhaft saniert                                                                      |
|      | Lutherdenkmal                                                         | Adolf von Donndorf                                          | Karlsplatz                                                                | Statue                        | Eisen                   | 1884                  | |
|      | Mahnmal zum „Entjudungsinstitut“                                      | Marc Pethran                                                | Südviertel, Kreuzung Bornstraße/Johann-Sebastian-Bach-Straße/Am Ofenstein | Skulptur                      | Stahl                   | 2019                  | |
|      | Denkmal für die Märzgefallenen                                        |                                                             | Frankfurter Straße                                                        | Mauer mit Steinplatte         | Naturstein              | 1969                  | |
|      | Panzerreiter-Denkmal                                                  | Erich Windbichler                                           | Jakobsplan, vor dem Palais Bechtolsheim                                   | Denkmal                       | Eisen                   | 1938/39               | 1947 transloziert vom Standort Kaserne Ernst-Thälmann-Straße                                          |
|      | Schwarzer Brunnen                                                     |                                                             | Georgenstraße                                                             | Brunnen                       | Eisen                   | 1817                  | |
|      | Söderblom-Denkmal                                                     | Paul Birr                                                   | Hainstein                                                                 | Statue                        | Eisen                   | 1933                  | |
|      | Sommergewinnsymbole                                                   | Günther Laufer                                              | Georgenstraße, neben dem Hellgrevenhof                                    | Skulptur                      | Stahl                   | 1985                  | |
|      | Telemann-Denkmal                                                      |                                                             | Telemann-Platz, südlich des Marktes                                       | Obelisk                       | Granit                  | 2012                  | |
|      | Ernst-Thälmann-Denkmal                                                | Bildhauer Eckhardt Mater nach einem Entwurf von Ernst Ebert | Ernst-Thälmann-Straße, Kreuzung Rollschuhplatz                            | Stele mit Büste               | Beton                   | 1986                  | Mitte der 1990er Jahre für den Bau des Kreisverkehrs bis auf den hinteren Sockel demontiert           |
|      | Brunnen auf dem Theaterplatz                                          | Günther Laufer                                              | Theaterplatz                                                              | Brunnen                       | Stahl                   | 1970                  | 2010 abgebaut                                                                                         |
|      | Vachaer Stein                                                         |                                                             | Kreuzungspunkt von Rennsteig und Via Regia (heutige B84)                  | Obelisk                       | Sandstein               | 1833                  | |
|      | Wartburg-Eselei                                                       |                                                             | Unterhalb der Wartburg an der ehemaligen Eselstation                      | Skulpturengruppe              | Holz                    | 2023                  | |
|      | Wingolfsdenkmal                                                       | Friedrich Pfannschmidt                                      | Pfarrberg, südlich des Marktes                                            | Treppenanlage mit Steinplatte | Naturstein              | 1899/Umbau 1932       | |